# Айн-Тсіла (газове родовище)
Айн-Тсіла (газове родовище) – газоконденсатне родовище на сході Алжиру.

## Загальна інформація
Родовище Айн-Тсіла виявили в 2009 році унаслідок спорудження розвідувальної свердловини AT-1, після чого розміри відкриття уточнили за допомогою шести оціночних свердловин. Поклади вуглеводнів пов’язані із пісковиками ордовицького періоду та залягають на глибині біля 2 км.
Запаси Айн-Тсіла оцінили у 59 млрд м3 газу, 108 млн барелів зрідженого нафтового газу  та 67 млін барелів конденсату.

## Розробка
За проектом розробки на Айн-Тсіла повинні щодобово отримувати 10 млн м3 товарного газу, 1800 тон зрідженого нафтового газу та 1600 тон конденсату. Для їх видачі призначена трубопровідна система Айн-Тсіла – Тін-Фує-Табанкорт/Медерба.
Для обслуговування промислу призначена власна електростанція потужністю 125 МВт.
Станом на 2023 рік роботи по облаштуванню родовища знаходились на завершальному етапі (рівень виконання понад 90%) і його запуск в експлуатацію очікувався найближчим часом. Проект реалізує Groupement Isarene, учасниками якої виступили британська Petroceltic (56.625%), італійська електроенергетична Enel (25%) та алжирська державна Sonatrach (18.375%).